# Terrance Quaites
Terrance Quaites (* 24. Mai 1976 in Compton, Kalifornien) ist ein US-amerikanischer R&B/Hip-Hop-Sänger und unter seinem Künstlernamen TQ bekannt.

## Karriere
Seinen ersten kommerziellen Erfolg hatte Quaites im Januar 1999 mit dem Hit Westside in Großbritannien. Im Jahr 2001 verhalf er Sarah Connor in Deutschland mit dem Lied Let’s Get Back to Bed – Boy! zum Erfolg.

## Diskografie

### Studioalben
| Jahr | Titel                    | Höchstplatzierung, Gesamtwochen, AuszeichnungChartplatzierungen (Jahr, Titel, Platzierungen, Wochen, Auszeichnungen, Anmerkungen) | Höchstplatzierung, Gesamtwochen, AuszeichnungChartplatzierungen (Jahr, Titel, Platzierungen, Wochen, Auszeichnungen, Anmerkungen) | Höchstplatzierung, Gesamtwochen, AuszeichnungChartplatzierungen (Jahr, Titel, Platzierungen, Wochen, Auszeichnungen, Anmerkungen) | Höchstplatzierung, Gesamtwochen, AuszeichnungChartplatzierungen (Jahr, Titel, Platzierungen, Wochen, Auszeichnungen, Anmerkungen) | Höchstplatzierung, Gesamtwochen, AuszeichnungChartplatzierungen (Jahr, Titel, Platzierungen, Wochen, Auszeichnungen, Anmerkungen) | Anmerkungen                             |
| Jahr | Titel                    | DE | AT | CH | UK | US | Anmerkungen                             |
| ---- | ------------------------ | --- | --- | --- | --- | --- | --------------------------------------- |
| 1998 | They Never Saw Me Coming | DE27 (24 Wo.)DE | AT50 (1 Wo.)AT | CH45 (1 Wo.)CH | UK27 Gold · (9 Wo.)UK | US122 (10 Wo.)US | Erstveröffentlichung: 10. November 1998 |
| 2000 | The Second Coming        | DE30 (4 Wo.)DE | — | CH74 (2 Wo.)CH | UK32 (2 Wo.)UK | — | Erstveröffentlichung: 20. Mai 2000      |
| 2004 | Listen                   | — | — | — | — | — | Erstveröffentlichung: 31. August 2004   |
| 2007 | Gemini                   | — | — | — | — | — | Erstveröffentlichung: 30. November 2007 |
| 2008 | Paradise                 | — | — | — | — | — | Erstveröffentlichung: 29. April 2008    |
| 2010 | Kind of Blue             | — | — | — | — | — | Erstveröffentlichung: 23. März 2010     |
| 2013 | Legendary                | — | — | — | — | — | Erstveröffentlichung: 12. Februar 2013  |
| 2017 | Coming Home              | — | — | — | — | — | Erstveröffentlichung: 11. August 2017   |
| 2019 | Revolution               | — | — | — | — | — | Erstveröffentlichung: 15. Februar 2019  |

### EPs
- 2009: S.E.X.Y.

### Singles als Leadmusiker
| Jahr | Titel Album                           | Höchstplatzierung, Gesamtwochen, AuszeichnungChartplatzierungen (Jahr, Titel, Album, Platzierungen, Wochen, Auszeichnungen, Anmerkungen) | Höchstplatzierung, Gesamtwochen, AuszeichnungChartplatzierungen (Jahr, Titel, Album, Platzierungen, Wochen, Auszeichnungen, Anmerkungen) | Höchstplatzierung, Gesamtwochen, AuszeichnungChartplatzierungen (Jahr, Titel, Album, Platzierungen, Wochen, Auszeichnungen, Anmerkungen) | Höchstplatzierung, Gesamtwochen, AuszeichnungChartplatzierungen (Jahr, Titel, Album, Platzierungen, Wochen, Auszeichnungen, Anmerkungen) | Höchstplatzierung, Gesamtwochen, AuszeichnungChartplatzierungen (Jahr, Titel, Album, Platzierungen, Wochen, Auszeichnungen, Anmerkungen) | Anmerkungen                              |
| Jahr | Titel Album                           | DE | AT | CH | UK | US | Anmerkungen                              |
| ---- | ------------------------------------- | --- | --- | --- | --- | --- | ---------------------------------------- |
| 1998 | Westside They Never Saw Me Coming     | DE8 (18 Wo.)DE | AT29 (8 Wo.)AT | CH14 (14 Wo.)CH | UK4 (11 Wo.)UK | US12 Gold · (16 Wo.)US | Erstveröffentlichung: 15. September 1998 |
| 1999 | Bye Bye Baby They Never Saw Me Coming | DE6 (17 Wo.)DE | AT33 (6 Wo.)AT | CH16 (10 Wo.)CH | UK7 (9 Wo.)UK | — | Erstveröffentlichung: 1999               |
| 1999 | Better Days They Never Saw Me Coming  | DE88 (4 Wo.)DE | — | — | UK32 (3 Wo.)UK | — | Erstveröffentlichung: 1999               |
| 2000 | Daily The Second Coming               | DE31 (11 Wo.)DE | — | CH77 (8 Wo.)CH | UK14 (5 Wo.)UK | — | Erstveröffentlichung: 2000               |

Weitere Singles
- 2000: Ride On / Superbitches
- 2004: Keep It on the Low
- 2004: Right On
- 2005: Tear This Bitch Up

### Singles als Gastmusiker
| Jahr | Titel Album                                  | Höchstplatzierung, Gesamtwochen, AuszeichnungChartplatzierungen (Jahr, Titel, Album, Platzierungen, Wochen, Auszeichnungen, Anmerkungen) | Höchstplatzierung, Gesamtwochen, AuszeichnungChartplatzierungen (Jahr, Titel, Album, Platzierungen, Wochen, Auszeichnungen, Anmerkungen) | Höchstplatzierung, Gesamtwochen, AuszeichnungChartplatzierungen (Jahr, Titel, Album, Platzierungen, Wochen, Auszeichnungen, Anmerkungen) | Höchstplatzierung, Gesamtwochen, AuszeichnungChartplatzierungen (Jahr, Titel, Album, Platzierungen, Wochen, Auszeichnungen, Anmerkungen) | Anmerkungen                                                      |
| Jahr | Titel Album                                  | DE | AT | CH | UK | Anmerkungen                                                      |
| ---- | -------------------------------------------- | --- | --- | --- | --- | ---------------------------------------------------------------- |
| 1999 | Summertime Nexus                             | — | — | — | UK7 (10 Wo.)UK | Erstveröffentlichung: August 1999 Another Level feat. TQ         |
| 2001 | Let’s Get Back to Bed – Boy! Green Eyed Soul | DE2 Gold · (17 Wo.)DE | AT5 Gold · (24 Wo.)AT | CH9 (23 Wo.)CH | UK16 (5 Wo.)UK | Erstveröffentlichung: 7. Mai 2001 Sarah Connor feat. TQ          |
| 2006 | Crockett’s Theme –                           | DE52 (9 Wo.)DE | — | — | — | Erstveröffentlichung: 2006 Jan Hammer feat. TQ & Philippe Bühler |